# Бродосплит Инженеринг
МНК Бродосплит Инженеринг — хорватский мини-футбольный клуб из Сплита. Также известен как МНК Сплит.  Основан в 1985 году и с тех пор шесть раз становился чемпионом Хорватии и пять раз — обладателем кубка. Также клуб участвовал в пяти розыгрышах кубка УЕФА по мини-футболу, где добился наивысшего результата в сезоне 2001-02, став полуфиналистом турнира.

## Достижения клуба
- Чемпионат Хорватии по мини-футболу (6): 1997, 2001, 2002, 2003, 2004, 2006
- Кубок Хорватии по мини-футболу (5): 2001, 2002, 2003, 2005, 2006
- Полуфиналист Кубка УЕФА по мини-футболу: 2001-02

## Известные игроки
- Роберт Ярни